# Ctenichneumon properatus
Ctenichneumon properatus är en stekelart som först beskrevs av Morley 1915.  Ctenichneumon properatus ingår i släktet Ctenichneumon och familjen brokparasitsteklar. Inga underarter finns listade i Catalogue of Life.